# 希腊自治区

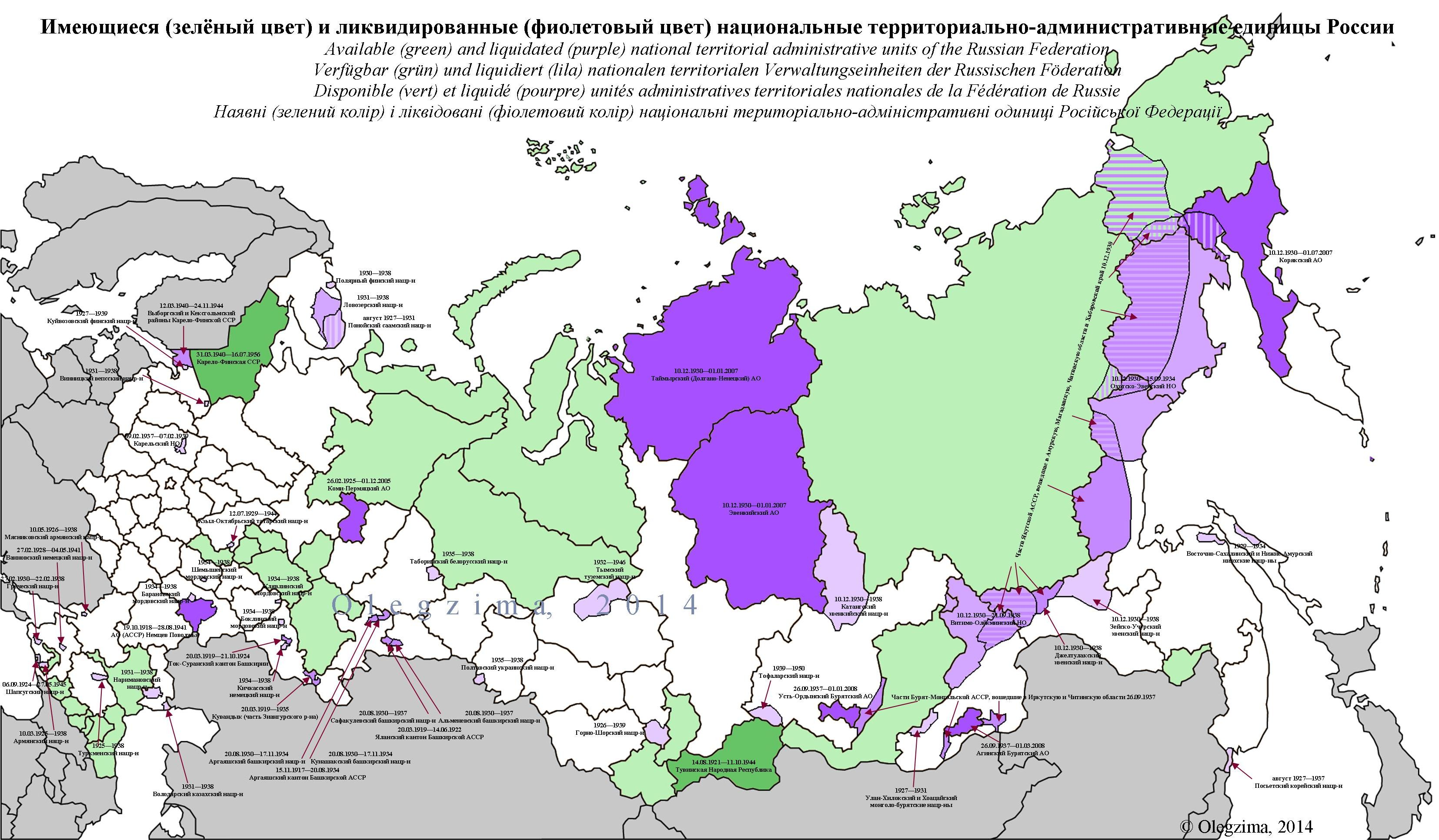
俄罗斯联邦现有和已清算的国家领土行政单位

希腊自治区（俄语：Греческий автономный район）是苏联亚速-黑海边疆区执行委员会于1930年2月27日根据民族划分建立的民族区，治所位于哥萨克村克雷姆斯卡亚（今克雷姆斯克），是当时苏联唯一一个直属于共和国的民族区。1939年3月6日，随着苏联针对希腊人的迫害活动的结束，希腊自治区被废除，该区被改名为克雷姆斯克区。